# Liste der Nummer-eins-Hits in den Niederlanden (2015)
Dies ist eine Liste der Nummer-eins-Hits in den Niederlanden im Jahr 2015. Sie basiert auf den Nederlandse-Top-40-Singlecharts und den Dutch Album Top 100.

## Singles
| ← 2014 ← | Liste der Nummer-eins-Hits in den Niederlanden | Liste der Nummer-eins-Hits in den Niederlanden | Liste der Nummer-eins-Hits in den Niederlanden                                                               | 2016 →                    |
| \| Zeitraum \| Wo. ges. \| Interpret \| Titel Autor(en) \| Zusätzliche Informationen \| \| (Zeitraum, Wochen auf Platz eins, Interpret, Titel, Autor[en], zusätzliche Informationen) \| \| \| \| \| \| ----------------------------------------------------------------------------------------- \| -------- \| ---------------------------------- \| ------------------------------------------------------------------------------------------------------------ \| ------------------------- \| \| 6. Dezember 2014 – 16. Januar 2015 6 Wochen \| 6 \| Ed Sheeran \| Thinking Out Loud Ed Sheeran, Amy Wadge \| – \| \| 17. Januar 2015 – 23. Januar 2015 1 Woche \| 1 \| Galantis \| Runaway (U & I) Cathy Dennis, Christian Karlsson, Linus Eklöw, Julia Karlsson, Jimmy Koitzsch, Anton Rudberg \| – \| \| 24. Januar 2015 – 10. April 2015 11 Wochen \| 11 \| Omi \| Cheerleader (Felix Jaehn Remix) Omar Samuel Pasley, Clifton Dillon, Mark Bradford, Ryan Dillon, Sly Dunbar \| – \| \| 11. April 2015 – 24. April 2015 2 Wochen (insgesamt 4) \| 4 \| Major Lazer & DJ Snake feat. Mø \| Lean On Thomas Wesley Pentz, Karen Marie Ørsted, William Grigahcine, Philip Meckseper \| – \| \| 25. April 2015 – 12. Juni 2015 7 Wochen \| 7 \| Kenny B \| Parijs Joost Jellema, Memru Renjaan, Kenneth Bron \| – \| \| 13. Juni 2015 – 25. Juni 2015 2 Wochen (insgesamt 4) \| 4 \| Major Lazer & DJ Snake feat. Mø \| Lean On Thomas Wesley Pentz, Karen Marie Ørsted, William Grigahcine, Philip Meckseper \| – \| \| 26. Juni 2015 – 17. Juli 2015 3 Wochen \| 3 \| Lil’ Kleine & Ronnie Flex \| Drank & drugs Ronell Plasschaert, Julien Willemsen, Jorik Scholten \| – \| \| 18. Juli 2015 – 24. Juli 2015 1 Woche \| 1 \| Felix Jaehn feat. Jasmine Thompson \| Ain’t Nobody (Loves Me Better) David Wolinski \| – \| \| 25. Juli 2015 – 4. September 2015 6 Wochen \| 6 \| Nicky Jam & Enrique Iglesias \| El perdón Nicky Jam \| – \| \| 5. September 2015 – 18. September 2015 2 Wochen \| 2 \| Calvin Harris & Disciples \| How Deep Is Your Love Adam Wiles, Ina Wroldsen, Nathan Duvall, Gavin Koolmon, Luke McDermott \| – \| \| 19. September 2015 – 30. Oktober 2015 6 Wochen \| 6 \| Justin Bieber \| What Do You Mean? Jason Boyd, Mason Levy, Justin Bieber \| – \| \| 31. Oktober 2015 – 4. Dezember 2015 5 Wochen \| 5 \| Adele \| Hello Greg Kurstin, Adele Adkins \| – \| \| 5. Dezember 2015 – 8. Januar 2016 5 Wochen \| 5 \| Justin Bieber \| Sorry Justin Bieber, Sonny Moore, Justin Tranter, Julia Michaels, Michael Tucker \| – \| |                                                |                                                | |                           |
| ← 2014 |                                                |                                                | | → 2016 →                  |
| Zeitraum | Wo. ges.                                       | Interpret                                      | Titel Autor(en)                                                                                              | Zusätzliche Informationen |
| (Zeitraum, Wochen auf Platz eins, Interpret, Titel, Autor[en], zusätzliche Informationen) |                                                |                                                | |                           |
| 6. Dezember 2014 – 16. Januar 2015 6 Wochen | 6                                              | Ed Sheeran                                     | Thinking Out Loud Ed Sheeran, Amy Wadge                                                                      | –                         |
| 17. Januar 2015 – 23. Januar 2015 1 Woche | 1                                              | Galantis                                       | Runaway (U & I) Cathy Dennis, Christian Karlsson, Linus Eklöw, Julia Karlsson, Jimmy Koitzsch, Anton Rudberg | –                         |
| 24. Januar 2015 – 10. April 2015 11 Wochen | 11                                             | Omi                                            | Cheerleader (Felix Jaehn Remix) Omar Samuel Pasley, Clifton Dillon, Mark Bradford, Ryan Dillon, Sly Dunbar   | –                         |
| 11. April 2015 – 24. April 2015 2 Wochen (insgesamt 4) | 4                                              | Major Lazer & DJ Snake feat. Mø                | Lean On Thomas Wesley Pentz, Karen Marie Ørsted, William Grigahcine, Philip Meckseper                        | –                         |
| 25. April 2015 – 12. Juni 2015 7 Wochen | 7                                              | Kenny B                                        | Parijs Joost Jellema, Memru Renjaan, Kenneth Bron                                                            | –                         |
| 13. Juni 2015 – 25. Juni 2015 2 Wochen (insgesamt 4) | 4                                              | Major Lazer & DJ Snake feat. Mø                | Lean On Thomas Wesley Pentz, Karen Marie Ørsted, William Grigahcine, Philip Meckseper                        | –                         |
| 26. Juni 2015 – 17. Juli 2015 3 Wochen | 3                                              | Lil’ Kleine & Ronnie Flex                      | Drank & drugs Ronell Plasschaert, Julien Willemsen, Jorik Scholten                                           | –                         |
| 18. Juli 2015 – 24. Juli 2015 1 Woche | 1                                              | Felix Jaehn feat. Jasmine Thompson             | Ain’t Nobody (Loves Me Better) David Wolinski                                                                | –                         |
| 25. Juli 2015 – 4. September 2015 6 Wochen | 6                                              | Nicky Jam & Enrique Iglesias                   | El perdón Nicky Jam                                                                                          | –                         |
| 5. September 2015 – 18. September 2015 2 Wochen | 2                                              | Calvin Harris & Disciples                      | How Deep Is Your Love Adam Wiles, Ina Wroldsen, Nathan Duvall, Gavin Koolmon, Luke McDermott                 | –                         |
| 19. September 2015 – 30. Oktober 2015 6 Wochen | 6                                              | Justin Bieber                                  | What Do You Mean? Jason Boyd, Mason Levy, Justin Bieber                                                      | –                         |
| 31. Oktober 2015 – 4. Dezember 2015 5 Wochen | 5                                              | Adele                                          | Hello Greg Kurstin, Adele Adkins                                                                             | –                         |
| 5. Dezember 2015 – 8. Januar 2016 5 Wochen | 5                                              | Justin Bieber                                  | Sorry Justin Bieber, Sonny Moore, Justin Tranter, Julia Michaels, Michael Tucker                             | –                         |

## Alben
| ← 2014 ← | Liste der Nummer-eins-Hits in den Niederlanden | Liste der Nummer-eins-Hits in den Niederlanden | Liste der Nummer-eins-Hits in den Niederlanden                 | 2016 → |
| \| Zeitraum \| Wo. ges. \| Interpret \| Titel \| Zusätzliche Informationen \| \| (Zeitraum, Wochen auf Platz eins, Interpret, Titel, zusätzliche Informationen) \| \| \| \| \| \| ------------------------------------------------------------------------------ \| -------- \| ---------------------- \| -------------------------------------------------------------- \| ------------------------------------------------------------------------------------------------------------------------------------------------------------------------------------------------------------------------------------------------------------------------------------------ \| \| 27. Dezember 2014 – 2. Januar 2015 1 Woche \| 1 \| Nick & Simon \| Christmas With … – It’s Beginning to Look a Lot Like Christmas \| – \| \| 3. Januar 2015 – 23. Januar 2015 3 Wochen \| 3 \| Ed Sheeran \| × \| Ende Juni 2014 auf Platz 2 eingestiegen und zwischenzeitlich bis auf Platz 32 gesunken erreicht das zweite Album des britischen Songwriters nach einem halben Jahr doch noch die Chartspitze. \| \| 24. Januar 2015 – 30. Januar 2015 1 Woche (insgesamt 3) \| 3 \| Kensington \| Rivals \| – \| \| 31. Januar 2015 – 6. Februar 2015 1 Woche \| 1 \| Hardwell \| United We Are \| Nachdem das Debüt zwei Jahre zuvor mit Platz 98 noch sehr bescheiden ausfiel, springt der niederländische DJ mit Album Nummer zwei sofort an die Spitze. \| \| 7. Februar 2015 – 20. Februar 2015 2 Wochen \| 2 \| Jan Smit \| Recht uit m’n hart – Ballades \| – \| \| 21. Februar 2015 – 6. März 2015 2 Wochen \| 2 \| Racoon \| All in Good Time \| – \| \| 7. März 2015 – 13. März 2015 1 Woche \| 1 \| Dotan \| 7 Layers \| Vor über einem Jahr stieg der Singer-Songwriter Dotan Harpenau mit seinem zweiten Album auf Platz 2 der Charts ein, und nachdem er die meiste Zeit in den Top 50 geblieben war, schafft er in der 57. Chartwoche doch noch den Sprung an die Spitze. \| \| 14. März 2015 – 20. März 2015 1 Woche \| 1 \| Madonna \| Rebel Heart \| – \| \| 21. März 2015 – 3. April 2015 2 Wochen \| 2 \| Mark Knopfler \| Tracker \| – \| \| 4. April 2015 – 10. April 2015 1 Woche \| 1 \| Selah Sue \| Reason \| – \| \| 11. April 2015 – 17. April 2015 1 Woche \| 1 \| Kovacs \| Shades of Black \| – \| \| 18. April 2015 – 24. April 2015 1 Woche \| 1 \| Beth Hart \| Better Than Home \| – \| \| 25. April 2015 – 8. Mai 2015 2 Wochen \| 2 \| Boudewijn de Groot \| Achter glas \| – \| \| 9. Mai 2015 – 15. Mai 2015 1 Woche \| 1 \| Mumford & Sons \| Wilder Mind \| – \| \| 16. Mai 2015 – 22. Mai 2015 1 Woche \| 1 \| Django Wagner \| Mijn muziek, mijn passie \| – \| \| 23. Mai 2015 – 29. Mai 2015 1 Woche \| 1 \| Douwe Bob \| Pass It On \| – \| \| 30. Mai 2015 – 5. Juni 2015 1 Woche \| 1 \| Kenny B \| Kenny B \| – \| \| 6. Juni 2015 – 12. Juni 2015 1 Woche \| 1 \| Ancora \| Voorbij de horizon \| – \| \| 13. Juni 2015 – 26. Juni 2015 2 Wochen \| 2 \| Muse \| Drones \| – \| \| 27. Juni 2015 – 10. Juli 2015 2 Wochen \| 2 \| Maaike Ouboter \| En hoe het dan ook weer dag wordt \| – \| \| 11. Juli 2015 – 24. Juli 2015 2 Wochen \| 2 \| Henk Bernard \| Liefde is leven \| – \| \| 25. Juli 2015 – 31. Juli 2015 1 Woche \| 1 \| Tame Impala \| Currents \| – \| \| 1. August 2015 – 7. August 2015 1 Woche \| 1 \| Roger Waters \| Amused to Death \| 1992 hatte das Album Platz 10 erreicht, in einer neu abgemischten Fassung und als Ausgabe mit Blu-ray sprang das Album 23 Jahre später auf Platz 1. Damit hatte der ehemalige Pink-Floyd-Sänger nach seinem Solodebüt 1984 doch noch einen zweiten Chartspitzenreiter in den Niederlanden. \| \| 8. August 2015 – 14. August 2015 1 Woche \| 1 \| Lianne La Havas \| Blood \| – \| \| 15. August 2015 – 4. September 2015 3 Wochen \| 3 \| Dr. Dre \| Compton: A Soundtrack by Dr. Dre \| − \| \| 5. September 2015 – 11. September 2015 1 Woche (insgesamt 2) \| 2 \| Gerard - Jeroen - René \| Toppers in Concert 2015 - Crazy Summer \| − \| \| 12. September 2015 – 18. September 2015 1 Woche \| 1 \| Iron Maiden \| The Book of Souls \| − \| \| 19. September 2015 – 25. September 2015 1 Woche (insgesamt 2) \| 2 \| Gerard - Jeroen - René \| Toppers in Concert 2015 - Crazy Summer \| − \| \| 26. September 2015 – 2. Oktober 2015 1 Woche \| 1 \| Nick & Simon \| Open \| Acht der zehn Alben des Popduos seit 2006 erreichten Platz eins. \| \| 3. Oktober 2015 – 9. Oktober 2015 1 Woche \| 1 \| The Common Linnets \| II \| – \| \| 10. Oktober 2015 – 16. Oktober 2015 1 Woche \| 1 \| Editors \| In Dream \| Mit dem fünften Album erreichte die britische Rockband zum zweiten Mal in Folge Platz eins in den Niederlanden. \| \| 17. Oktober 2015 – 23. Oktober 2015 1 Woche \| 1 \| Guus Meeuwis \| Morgen \| Es ist das siebte Nummer-eins-Album in knapp 20 Jahren für den Sänger aus Nordbrabant, seine letzten acht Alben erreichten alle entweder Platz eins oder Platz zwei. \| \| 24. Oktober 2015 – 30. Oktober 2015 1 Woche \| 1 \| Kinderen voor kinderen \| Raar maar waar – 36 \| – \| \| 31. Oktober 2015 – 6. November 2015 1 Woche \| 1 \| 5 Seconds of Summer \| Sounds Good, Feels Good \| – \| \| 7. November 2015 – 13. November 2015 1 Woche \| 1 \| Armin van Buuren \| Embrace \| – \| \| 14. November 2015 – 20. November 2015 1 Woche \| 1 \| Anouk \| Greatest Hits \| – \| \| 21. November 2015 – 27. November 2015 1 Woche \| 1 \| Justin Bieber \| Purpose \| – \| \| 28. November 2015 – 15. Januar 2016 7 Wochen (insgesamt 8) \| 8 \| Adele \| 25 \| – \| |                                                |                                                |                                                                | |
| ← 2014 |                                                |                                                |                                                                | → 2016 → |
| Zeitraum | Wo. ges.                                       | Interpret                                      | Titel                                                          | Zusätzliche Informationen |
| (Zeitraum, Wochen auf Platz eins, Interpret, Titel, zusätzliche Informationen) |                                                |                                                |                                                                | |
| 27. Dezember 2014 – 2. Januar 2015 1 Woche | 1                                              | Nick & Simon                                   | Christmas With … – It’s Beginning to Look a Lot Like Christmas | – |
| 3. Januar 2015 – 23. Januar 2015 3 Wochen | 3                                              | Ed Sheeran                                     | ×                                                              | Ende Juni 2014 auf Platz 2 eingestiegen und zwischenzeitlich bis auf Platz 32 gesunken erreicht das zweite Album des britischen Songwriters nach einem halben Jahr doch noch die Chartspitze.                                                                                              |
| 24. Januar 2015 – 30. Januar 2015 1 Woche (insgesamt 3) | 3                                              | Kensington                                     | Rivals                                                         | – |
| 31. Januar 2015 – 6. Februar 2015 1 Woche | 1                                              | Hardwell                                       | United We Are                                                  | Nachdem das Debüt zwei Jahre zuvor mit Platz 98 noch sehr bescheiden ausfiel, springt der niederländische DJ mit Album Nummer zwei sofort an die Spitze. |
| 7. Februar 2015 – 20. Februar 2015 2 Wochen | 2                                              | Jan Smit                                       | Recht uit m’n hart – Ballades                                  | – |
| 21. Februar 2015 – 6. März 2015 2 Wochen | 2                                              | Racoon                                         | All in Good Time                                               | – |
| 7. März 2015 – 13. März 2015 1 Woche | 1                                              | Dotan                                          | 7 Layers                                                       | Vor über einem Jahr stieg der Singer-Songwriter Dotan Harpenau mit seinem zweiten Album auf Platz 2 der Charts ein, und nachdem er die meiste Zeit in den Top 50 geblieben war, schafft er in der 57. Chartwoche doch noch den Sprung an die Spitze.                                       |
| 14. März 2015 – 20. März 2015 1 Woche | 1                                              | Madonna                                        | Rebel Heart                                                    | – |
| 21. März 2015 – 3. April 2015 2 Wochen | 2                                              | Mark Knopfler                                  | Tracker                                                        | – |
| 4. April 2015 – 10. April 2015 1 Woche | 1                                              | Selah Sue                                      | Reason                                                         | – |
| 11. April 2015 – 17. April 2015 1 Woche | 1                                              | Kovacs                                         | Shades of Black                                                | – |
| 18. April 2015 – 24. April 2015 1 Woche | 1                                              | Beth Hart                                      | Better Than Home                                               | – |
| 25. April 2015 – 8. Mai 2015 2 Wochen | 2                                              | Boudewijn de Groot                             | Achter glas                                                    | – |
| 9. Mai 2015 – 15. Mai 2015 1 Woche | 1                                              | Mumford & Sons                                 | Wilder Mind                                                    | – |
| 16. Mai 2015 – 22. Mai 2015 1 Woche | 1                                              | Django Wagner                                  | Mijn muziek, mijn passie                                       | – |
| 23. Mai 2015 – 29. Mai 2015 1 Woche | 1                                              | Douwe Bob                                      | Pass It On                                                     | – |
| 30. Mai 2015 – 5. Juni 2015 1 Woche | 1                                              | Kenny B                                        | Kenny B                                                        | – |
| 6. Juni 2015 – 12. Juni 2015 1 Woche | 1                                              | Ancora                                         | Voorbij de horizon                                             | – |
| 13. Juni 2015 – 26. Juni 2015 2 Wochen | 2                                              | Muse                                           | Drones                                                         | – |
| 27. Juni 2015 – 10. Juli 2015 2 Wochen | 2                                              | Maaike Ouboter                                 | En hoe het dan ook weer dag wordt                              | – |
| 11. Juli 2015 – 24. Juli 2015 2 Wochen | 2                                              | Henk Bernard                                   | Liefde is leven                                                | – |
| 25. Juli 2015 – 31. Juli 2015 1 Woche | 1                                              | Tame Impala                                    | Currents                                                       | – |
| 1. August 2015 – 7. August 2015 1 Woche | 1                                              | Roger Waters                                   | Amused to Death                                                | 1992 hatte das Album Platz 10 erreicht, in einer neu abgemischten Fassung und als Ausgabe mit Blu-ray sprang das Album 23 Jahre später auf Platz 1. Damit hatte der ehemalige Pink-Floyd-Sänger nach seinem Solodebüt 1984 doch noch einen zweiten Chartspitzenreiter in den Niederlanden. |
| 8. August 2015 – 14. August 2015 1 Woche | 1                                              | Lianne La Havas                                | Blood                                                          | – |
| 15. August 2015 – 4. September 2015 3 Wochen | 3                                              | Dr. Dre                                        | Compton: A Soundtrack by Dr. Dre                               | − |
| 5. September 2015 – 11. September 2015 1 Woche (insgesamt 2) | 2                                              | Gerard - Jeroen - René                         | Toppers in Concert 2015 - Crazy Summer                         | − |
| 12. September 2015 – 18. September 2015 1 Woche | 1                                              | Iron Maiden                                    | The Book of Souls                                              | − |
| 19. September 2015 – 25. September 2015 1 Woche (insgesamt 2) | 2                                              | Gerard - Jeroen - René                         | Toppers in Concert 2015 - Crazy Summer                         | − |
| 26. September 2015 – 2. Oktober 2015 1 Woche | 1                                              | Nick & Simon                                   | Open                                                           | Acht der zehn Alben des Popduos seit 2006 erreichten Platz eins. |
| 3. Oktober 2015 – 9. Oktober 2015 1 Woche | 1                                              | The Common Linnets                             | II                                                             | – |
| 10. Oktober 2015 – 16. Oktober 2015 1 Woche | 1                                              | Editors                                        | In Dream                                                       | Mit dem fünften Album erreichte die britische Rockband zum zweiten Mal in Folge Platz eins in den Niederlanden. |
| 17. Oktober 2015 – 23. Oktober 2015 1 Woche | 1                                              | Guus Meeuwis                                   | Morgen                                                         | Es ist das siebte Nummer-eins-Album in knapp 20 Jahren für den Sänger aus Nordbrabant, seine letzten acht Alben erreichten alle entweder Platz eins oder Platz zwei. |
| 24. Oktober 2015 – 30. Oktober 2015 1 Woche | 1                                              | Kinderen voor kinderen                         | Raar maar waar – 36                                            | – |
| 31. Oktober 2015 – 6. November 2015 1 Woche | 1                                              | 5 Seconds of Summer                            | Sounds Good, Feels Good                                        | – |
| 7. November 2015 – 13. November 2015 1 Woche | 1                                              | Armin van Buuren                               | Embrace                                                        | – |
| 14. November 2015 – 20. November 2015 1 Woche | 1                                              | Anouk                                          | Greatest Hits                                                  | – |
| 21. November 2015 – 27. November 2015 1 Woche | 1                                              | Justin Bieber                                  | Purpose                                                        | – |
| 28. November 2015 – 15. Januar 2016 7 Wochen (insgesamt 8) | 8                                              | Adele                                          | 25                                                             | – |

## Jahreshitparaden
| ← 2014 ← | Liste der Nummer-eins-Hits in den Niederlanden | Liste der Nummer-eins-Hits in den Niederlanden | Liste der Nummer-eins-Hits in den Niederlanden | 2016 →   |
| \| Singles \| Position# \| Alben \| \| --------------------------------------------------------------------------------------------------------------------- \| --------- \| ------------------------------------------ \| \| Lean On Major Lazer & DJ Snake feat. Mø Thomas Wesley Pentz, Karen Marie Ørsted, William Grigahcine, Philip Meckseper \| 1 \| 25 Adele \| \| Are You with Me Lost Frequencies Tommy Lee James, Shane McAnally, Terry McBride \| 2 \| Evenwicht Marco Borsato \| \| Ain’t Nobody (Loves Me Better) Felix Jaehn feat. Jasmine Thompson David Wolinski \| 3 \| Raar maar waar – 36 Kinderen voor kinderen \| \| Cheerleader (Felix Jaehn Remix) Omi Omar Samuel Pasley, Clifton Dillon, Mark Bradford, Ryan Dillon, Sly Dunbar \| 4 \| Purpose Justin Bieber \| \| Stole the Show Kygo feat. Parson James Ashton Parson, Kyrre Gørvell-Dahll, Kyle Kelso, Marli Harwood, Michael Harwood \| 5 \| Rivals Kensington \| \| King Years & Years Mark Ralph, Andrew Smith, Oliver A. Thornton, Michael Goldsworthy, Emre Turkmen \| 6 \| Frozen (Soundtrack) \| \| Firestone Kygo feat. Conrad Conrad Sewell, Kyrre Gørvell-Dahll \| 7 \| 7 Layers Dotan \| \| Reality Lost Frequencies feat. Janieck Devy Felix de Laet, Radboud Miedema, Janieck van de Polder \| 8 \| All in Good Time Racoon \| \| Parijs Kenny B Joost Jellema, Memru Renjaan, Kenneth Bron \| 9 \| A Head Full of Dreams Coldplay \| \| Can’t Feel My Face The Weeknd Max Martin, Savan Kotecha, Peter Svensson, Ali Payami, Abel Tesfaye \| 10 \| Drones Muse \| |                                                |                                                |                                                |          |
| ← 2014 |                                                |                                                |                                                | → 2016 → |
| Singles | Position#                                      | Alben                                          |                                                |          |
| Lean On Major Lazer & DJ Snake feat. Mø Thomas Wesley Pentz, Karen Marie Ørsted, William Grigahcine, Philip Meckseper | 1                                              | 25 Adele                                       |                                                |          |
| Are You with Me Lost Frequencies Tommy Lee James, Shane McAnally, Terry McBride | 2                                              | Evenwicht Marco Borsato                        |                                                |          |
| Ain’t Nobody (Loves Me Better) Felix Jaehn feat. Jasmine Thompson David Wolinski | 3                                              | Raar maar waar – 36 Kinderen voor kinderen     |                                                |          |
| Cheerleader (Felix Jaehn Remix) Omi Omar Samuel Pasley, Clifton Dillon, Mark Bradford, Ryan Dillon, Sly Dunbar | 4                                              | Purpose Justin Bieber                          |                                                |          |
| Stole the Show Kygo feat. Parson James Ashton Parson, Kyrre Gørvell-Dahll, Kyle Kelso, Marli Harwood, Michael Harwood | 5                                              | Rivals Kensington                              |                                                |          |
| King Years & Years Mark Ralph, Andrew Smith, Oliver A. Thornton, Michael Goldsworthy, Emre Turkmen | 6                                              | Frozen (Soundtrack)                            |                                                |          |
| Firestone Kygo feat. Conrad Conrad Sewell, Kyrre Gørvell-Dahll | 7                                              | 7 Layers Dotan                                 |                                                |          |
| Reality Lost Frequencies feat. Janieck Devy Felix de Laet, Radboud Miedema, Janieck van de Polder | 8                                              | All in Good Time Racoon                        |                                                |          |
| Parijs Kenny B Joost Jellema, Memru Renjaan, Kenneth Bron | 9                                              | A Head Full of Dreams Coldplay                 |                                                |          |
| Can’t Feel My Face The Weeknd Max Martin, Savan Kotecha, Peter Svensson, Ali Payami, Abel Tesfaye | 10                                             | Drones Muse                                    |                                                |          |